# Ghiacciaio di sale

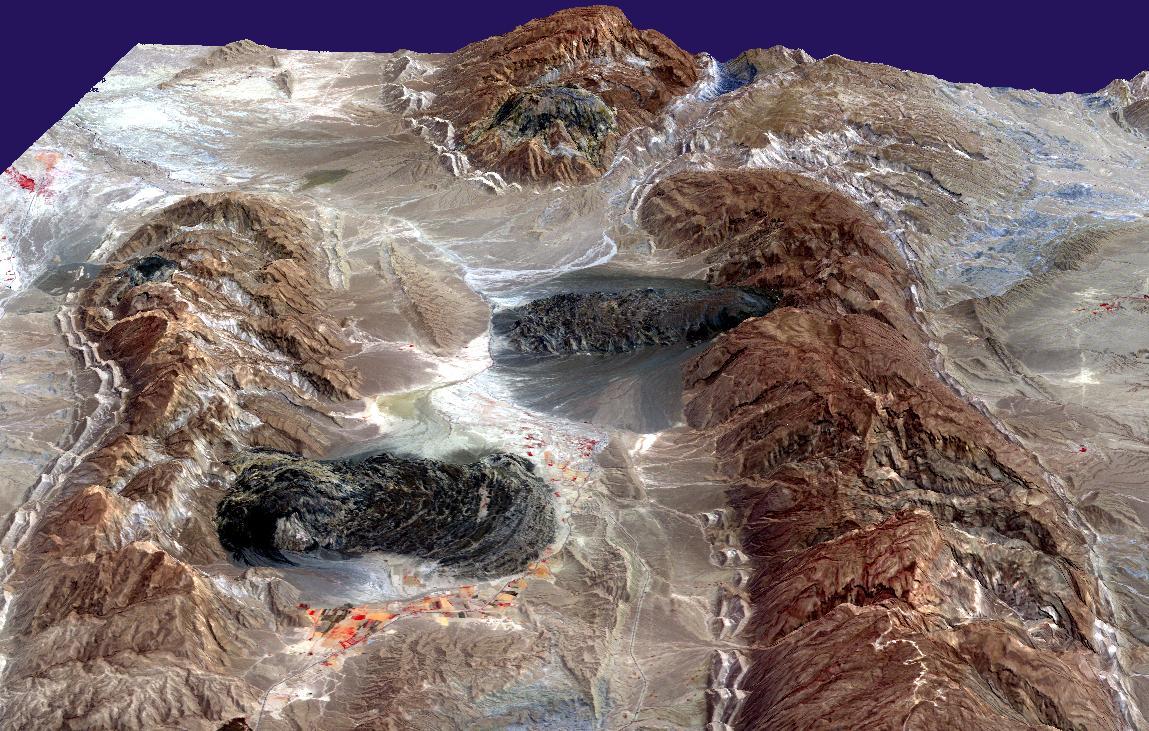
Duomi salini (le colline) e ghiacciai di sale (le aree scure) nei monti Zagros, nell'Iran meridionale.

Un ghiacciaio di sale (o namakier) è una formazione salina piuttosto rara che si origina quando un diapiro salino rompe la superficie terrestre dando origine a un flusso salino. Il nome di queste formazioni, "ghiacciaio di sale", deriva dalla somiglianza nell'aspetto con i comuni ghiacciai fatti, per l'appunto, di ghiaccio, mentre le cause della loro origine risiede nelle proprietà uniche del sale e dell'ambiente geologico circostante. I ghiacciai di sale sono tipicamente composti, oltre che da minerali salini, come l'halite (è il caso dei ghiacciai salini nei monti Zagros, in Iran), l'anidrite e il gesso (è il caso del ghiacciaio salino del Kalkberg di Lüneburg, in Germania), anche da minerali argillosi. Questi ultimi possono essere portati in superficie assieme al sale, conferendo ai ghiacciai salini il loro colore scuro. 
In Germania sono stati rinvenuti anche antichi ghiacciai salini risalenti al Triassico superiore che, dopo essere fluiti all'interno di un bacino, sono stati sepolti da varie sedimentazioni, creando una serie di ghiacciai salini fossili ben conservati; una cosa simile è stata riscontrata anche nel caso di alcuni sondaggi effettuati nella parte settentrionale del golfo del Messico, dove sono stati trovati ghiacciai salini risalenti al Miocene preservati dai sedimenti che li avevano ricoperti.

## Origine e cause

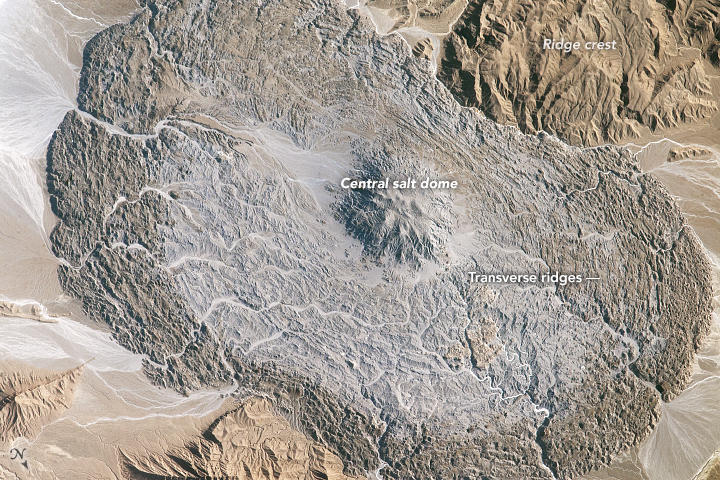
Un'immagine scattata dalla ISS di un ghiacciaio di sale ellittico, largo circa 14 km e situato nei monti Zagros.

Le fonti dei ghiacciai salini sono depositi salini sotterranei, resto, ad esempio, di enormi bacini oceanici esistenti in tempi remoti ed evaporati nel tempo. Negli anni, sedimenti, rocce e detriti hanno coperto questi depositi, comprimendosi e diventando sempre più densi man mano che si accumulavano, mentre i depositi, a causa della sua struttura cristallina del sale, rimanevano della stessa densità. Proprio questa differenza di densità, che nel tempo aumenta via via, è alla base dell'inizio della risalita del sale verso la superficie, che prosegue poi dando origine a un diapiro salino, il quale, se riesce a bucare lo strato roccioso soprastante, arrivando in superficie, porta alla formazione del ghiacciaio salino che fluisce poi per gravità. La perforazione del suddetto strato roccioso è fondamentale per la formazione del ghiacciaio e può avvenire in tre modi: attraverso un diapirismo attivo, ossia quando è il diapiro stesso che, risalendo, preme e forza lo strato roccioso spostandolo, attraverso un diapirismo passivo, in cui il sale rimane sempre vicino alla superficie e i sedimenti si depositano attorno ad esso piuttosto che sopra di esso, e infine attraverso un diapirismo reattivo, risultato di un'estensione regionale dovuta a fenomeni di rifting.
L'aumento della pressione sul deposito salino può inoltre avere varie cause, oltre al semplice accumularsi di materiale, e può essere ad esempio innescato dal raggiungimento di un certo gradiente termico o da uno spostamento tettonico.

## Struttura e movimento
La struttura dei ghiacciai salini è molto simile a quella dei comuni ghiacciai e, per quanto riguarda il loro moto, essi fluiscono avenzando in media di pochi metri all'anno, sempre che i tassi di sedimentazione, erosione e disintegrazione non siano troppo elevati ed abbiano quindi un impatto non importante sulla formazione. È stato osservato che la velocità di avanzamento aumenta con l'aumentare delle precipitazioni, tuttavia, piogge troppo intense e frequenti possono portare a una dissoluzione del sale.

Così come i comuni ghiacciai, anche quelli salini possono portare alla formazione di morene.

## Geografia

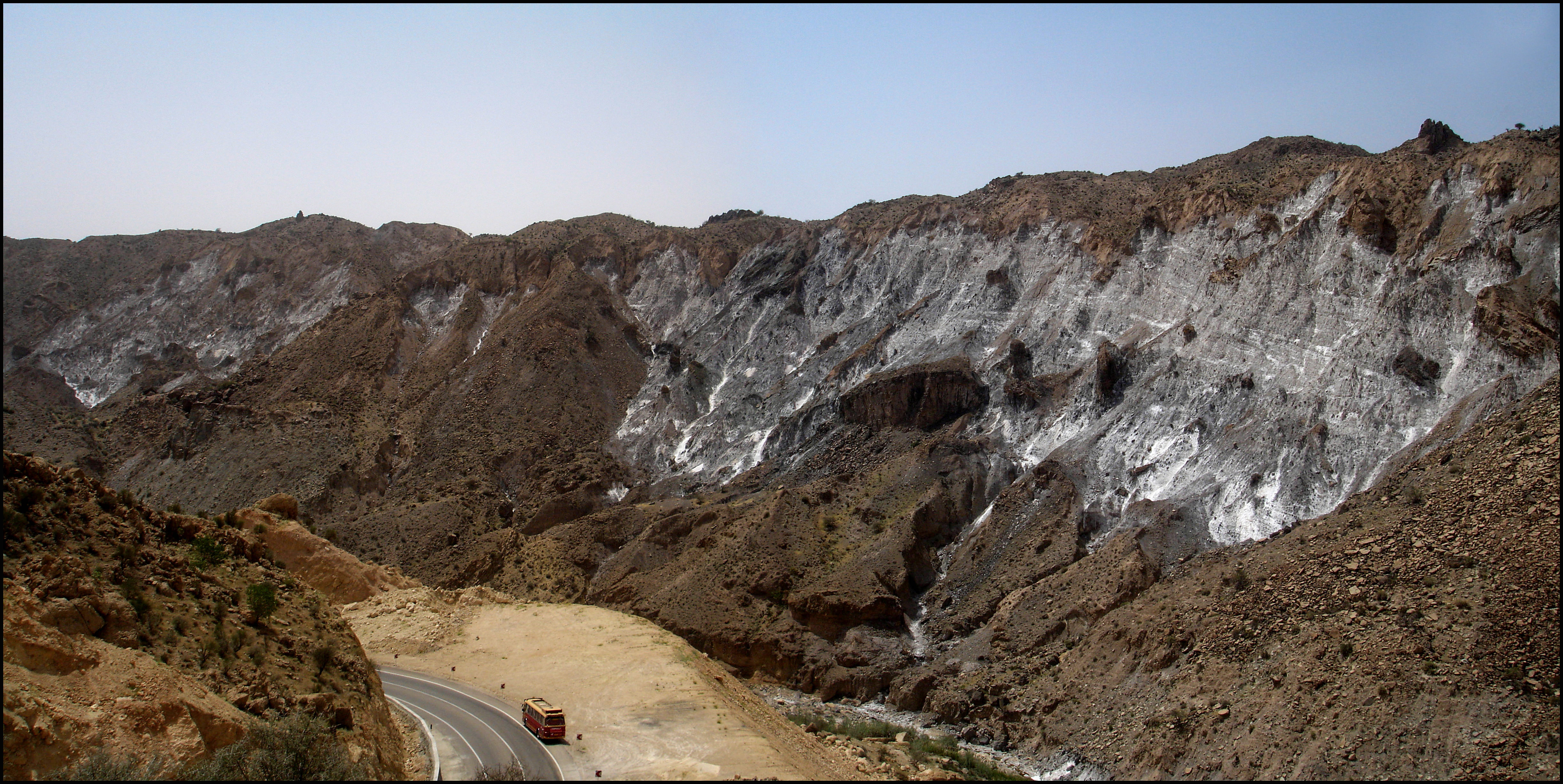
il duomo salino di Konar Siyah, in Iran.

I ghiacciai salini si trovano principalmente in aree aride, dove le condizioni di clima secche partecipano alla loro preservazione. La maggior parte dei ghiacciai salini del mondo, nonché i ghiacciai più attivi, si trova nell'Iran meridionale, in aeree particolari come il dominio di Fars, la parte più meridionale della cintura di piegatura e spinta degli Zagros. Ne è un esempio il Kuh-e-Namak, un ghiacciaio di sale la cui sommità si trova a circa 1600 m s.l.m., che è formato da due flussi salini di cui il più grande ha uno spessore che va da 50 a 100 m e una lunghezza di oltre 3000 m.

## Importanza
I ghiacciai salini forniscono una prova osservabile e tangibile dei movimenti del sale, permettendo ai ricercatori di meglio comprendere i movimenti che avvengono sotto la superficie terrestre. Nuovi studi sui ghiacciai di sale possono aiutare a migliorare la nostra conoscenza su come agisca la tettonica salina e su quali siano le sue conseguenze sul territorio circostante. Non ultimo, lo studio dei ghiacciai e dei depositi salini ha anche una certa rilevanza economica, poiché spesso le strutture saline sotterranee portano a trappole strutturali all'origine della formazione di giacimenti petroliferi.